# غراسياس، هندوراس
غراسياس، هندوراس (بالإنجليزية: Gracias)‏ هي مدينة، وتتبع إدارة ليمبيرا، وهي عاصمة إدارة ليمبيرا، وبلغ عدد سكانها 50٬256 نسمة، ورمزها البريدي هو 42101.

## أعلام
- حزقيال أنطونيو هرنانديز
- خوان أورلاندو هيرنانديز